# Carl Cederschiöld
Carl Hugo Thorsten Cederschiöld, född 17 maj 1945 i Engelbrekts församling i Stockholm, är en svensk moderat politiker. Han är medlem av den adliga ätten Cederschiöld.

## Biografi
Cederschiöld var ordförande för Fria Moderata Studentförbundet 1972–1973, efter att ha varit en av dess vice ordförande sedan 1970. Han var ledamot av Stockholms kommunfullmäktige 1976–2002. Cederschiöld var industriborgarråd i Stockholms stad åren 1979–1991, finansborgarråd 1991–1994, oppositionsborgarråd 1994–1998 och finansborgarråd 1998–2002. Efter sin avgång som finansborgarråd i Stockholm, har Cederschiöld bland annat fortsatt att arbeta som konsult åt Stockholms stad, särskilt inom internationell omvärldsbevakning med inriktning mot EU-frågor. Han var också ledamot av den statliga utredningen Ansvarskommittén, som avslutade sitt arbete 2007.

### Familj
Cederschiöld är son till Hugo Cederschiöld. Sedan 1972 är han gift med Charlotte Cederschiöld. Tillsammans har de två barn, varav ett är Sebastian Cederschiöld.